# Calcio ai Giochi della VII Olimpiade
Il torneo di calcio della VII Olimpiade fu il quinto torneo olimpico. Si svolse dal 28 agosto al 5 settembre 1920 ad Anversa, Gand e Bruxelles e vide la vittoria per la prima volta dei padroni di casa del Belgio.
Con 14 partecipanti, questa edizione divenne - in quel momento - la più popolosa di sempre nella storia della competizione, battendo il precedente primato di 11 squadre fatto registrare a Stoccolma 1912. Questo primato verrà poi battuto a Parigi 1924. Potevano essere impiegati solo calciatori dilettanti.

## Squadre partecipanti
Per la prima volta nella storia del torneo, si iscrisse una nazionale africana: l'Egitto.
La Svizzera si ritirò il 27 agosto 1920 per conflitti interni alla propria federazione ed a sorteggio già effettuato.
Secondo alcuni la Polonia si ritirò prima di disputare il turno di qualificazione contro i padroni di casa del Belgio, ma ricerche successive hanno mostrato che essa non si iscrisse mai e che la nazionale padrona di casa ottenne la qualificazione automatica ai quarti di finale.
| Squadre        | Confederazione | Ultima apparizione | Miglior risultato                        |
| -------------- | -------------- | ------------------ | ---------------------------------------- |
| Belgio         | nessuna        | Esordiente         | -                                        |
| Cecoslovacchia | nessuna        | Esordiente         | -                                        |
| Danimarca      | nessuna        | Stoccolma 1912     | Argento (Londra 1908 e Stoccolma 1912)   |
| Egitto         | nessuna        | Esordiente         | -                                        |
| Francia        | nessuna        | Londra 1908        | Semifinali (Londra 1908)                 |
| Grecia         | nessuna        | Esordiente         | -                                        |
| Italia         | nessuna        | Stoccolma 1912     | Turno di qualificazione (Stoccolma 1912) |
| Jugoslavia     | nessuna        | Esordiente         | -                                        |
| Lussemburgo    | nessuna        | Esordiente         | -                                        |
| Norvegia       | nessuna        | Stoccolma 1912     | Quarti di finale (Stoccolma 1912)        |
| Paesi Bassi    | nessuna        | Stoccolma 1912     | Bronzo (Londra 1908 e Stoccolma 1912)    |
| Regno Unito    | nessuna        | Stoccolma 1912     | Oro (Londra 1908 e Stoccolma 1912)       |
| Spagna         | nessuna        | Esordiente         | -                                        |
| Svezia         | nessuna        | Stoccolma 1912     | Quarto posto (Londra 1908)               |

## Formula
Il torneo era strutturato interamente ad eliminazione diretta: quarti di finale, semifinali e finali. Solo i padroni di casa del Belgio ottennero l'accesso diretto ai quarti di finale, tutte le altre dovettero disputare un turno di qualificazione. A seguito del ritiro della Svizzera - avvenuto a sorteggio già effettuato - anche la Francia (suo avversario) guadagnò l'accesso ai quarti di finale.
Le squadre eliminate nei quarti di finale e nelle semifinali giocarono un torneo di consolazione dalla formula alquanto complessa: le perdenti dei quarti di finale si sarebbero affrontate in un turno preliminare, le cui vincenti si sarebbero poi affrontate in semifinale. L'altra semifinale sarebbe invece stata dedicata alle squadre sconfitte nella semifinale del torneo olimpico. Le vincenti delle due semifinali avrebbero infine avuto accesso alla finale del mini-torneo. Con la squalifica della Cecoslovacchia, questa finale si trasformò in un'anomala finale per l'assegnazione dell'argento.

## Andamento del torneo
Nel primo turno si registrarono risultati notevoli, a causa dell'impreparazione di molte squadre e del divario con le selezioni più quotate; la Cecoslovacchia infatti si impose per 7-0 sulla Jugoslavia, al suo esordio internazionale, con triplette di Jan Vaník e Antonín Janda. La Svezia vinse addirittura 9-0, con cinque goal del capocannoniere Herbert Karlsson, contro la debole Grecia. Nelle altre partite si segnala la sorprendente eliminazione per 3-1 del Regno Unito campione in carica a favore della Norvegia. L'Italia faticò più del previsto contro la debole formazione egiziana, avendone ragione solo per 2-1.
I padroni di casa del Belgio, che furono esentati dal primo turno, superarono agevolmente la Spagna nei quarti di finale. Altrettanto nette furono le affermazioni di Cecoslovacchia e Francia che si imposero 4-0 e 3-1 rispettivamente su Norvegia e Italia. Molto combattuta fu invece la partita tra Paesi Bassi e Svezia, decisa ai tempi supplementari e terminata 5-4 in favore degli olandesi, autori di una grande rimonta dopo essere stati in svantaggio 1-3 e 3-4.
Anche in semifinale Belgio e Cecoslovacchia dimostrarono di essere le due squadre più in forma. I padroni di casa superarono con un secco 3-0, maturato nella ripresa, gli olandesi dopo un primo tempo equilibrato. Nell'altra partita i boemi passarono in vantaggio quasi subito contro i francesi, dominarono l'incontro e riuscirono a centrare altre tre volte la porta negli ultimi venti minuti, imponendosi 4-0.
Il torneo di consolazione fu vinto dalla Spagna, che superò la Svezia nel preliminare, l'Italia e vinse la finale sui Paesi Bassi. Curiosamente nell'altra semifinale si registrò la defezione della Francia, che rifiutò di giocare, fu inoltre disputata un'inedita "finale per l'8º posto" fra Jugoslavia e Egitto.

## La controversa finale
La finale fu giocata il 2 settembre. I padroni di casa andarono subito in vantaggio dopo sei minuti su calcio di rigore realizzato da Robert Coppée. Dopo essere passati in vantaggio controllarono la partita e raddoppiarono alla mezz'ora con un'azione finalizzata da Henri Larnoe. Entrambe le reti furono duramente contestate dagli ospiti, oltre ad altri vari episodi; al 40º minuto l'arbitro decise di espellere il giocatore cecoslovacco Karel Steiner e dopo tre minuti tutti i giocatori della Cecoslovacchia uscirono dal campo in segno di protesta.
Dopo il ritiro della squadra dal campo la delegazione cecoslovacca redasse una protesta formale motivando il proprio gesto e richiedendo la ripetizione dell'incontro. Le obiezioni mosse furono le seguenti:
- Le regole stabilivano che ogni partecipante aveva diritto a scegliere un guardalinee, questo privilegio fu concesso al Belgio ma non alla Cecoslovacchia.
- A bordo campo erano presenti molti soldati belgi del servizio di sicurezza, armati, che schernivano continuamente i giocatori cecoslovacchi.
- L'arbitraggio dell'inglese John Lewis fu ritenuto eccessivamente di parte. In particolare i due goal belgi, a detta dei cecoslovacchi, erano frutto di errori arbitrali: il primo su rigore molto dubbio e soprattutto il secondo in netto fuorigioco. Anche l'espulsione che sancì la decisione di abbandonare il campo fu ritenuta ingiusta dagli ospiti.

Gli organizzatori rigettarono la richiesta di ripetere l'incontro e squalificarono la Cecoslovacchia privandola dell'argento. In seguito alla squalifica della Cecoslovacchia la finale del torneo di consolazione divenne una "finale per il 2º posto" (sulla falsariga di quanto già avvenne nel 1906). Pertanto l'argento fu assegnato alla Spagna e il bronzo ai Paesi Bassi. Tra le altre due semifinaliste del torneo di consolazione il quarto posto venne assegnato alla Francia, a discapito dell'Italia, poiché nel torneo principale aveva raggiunto la semifinale, vincendo tra l'altro lo scontro diretto contro gli italiani avvenuto nei quarti di finale.

## Risultati

### Turno di qualificazione
| Arbitro: | Van Praag |

|  |           |                                                         |
|  | Marcatori | 20’, 46’, 79’ Vaník 34’, 50’, 75’ Janda 43’ J. Sedláček |

| Arbitro: | Eymers |

|  |           |               |
|  | Marcatori | 54’ Arabolaza |

| Arbitro: | Putz |

|                           |           |           |
| Baloncieri 25’ Brezzi 57’ | Marcatori | 30’ Osman |

| Arbitro: | Mutters |

|              |           |                                 |
| Nicholas 25’ | Marcatori | 13’, 51’ Gundersen 63’ Wilhelms |

| Arbitro: | Hubrecht |

|                                   |           |  |
| Bulder J. 30’ Groosjohan 47’, 85’ | Marcatori |  |

| Arbitro: | Barette |

|                                                                       |           |  |
| Olsson 4’, 79’ Karlsson 15’, 20’, 21’, 51’, 85’ Wicksell 25’ Dahl 31’ | Marcatori |  |

### Torneo olimpico
|  | Quarti di finale | Quarti di finale | Quarti di finale |                |         | Semifinali | Semifinali | Semifinali |  |  | Finale | Finale | Finale |  |
|  |                  |                  |                  |                |         |            |            |            |  |  |        |        |        |  |
|  | Belgio           | Belgio           | 3                |                |         |            |            |            |  |  |        |        |        |  |
|  | Belgio           | Belgio           | 3                |                |         |            |            |            |  |  |        |        |        |  |
|  | Spagna           | Spagna           | 1                |                |         |            |            |            |  |  |        |        |        |  |
|  | Spagna           | Spagna           | 1                |                | Belgio  | Belgio     | 3          |            |  |  |        |        |        |  |
|  |                  |                  |                  |                | Belgio  | Belgio     | 3          |            |  |  |        |        |        |  |
|  |                  |                  | Paesi Bassi      | Paesi Bassi    | 0       |            |            |            |  |  |        |        |        |  |
|  | Paesi Bassi      | Paesi Bassi      | Paesi Bassi      | Paesi Bassi    | 0       | 5          |            |            |  |  |        |        |        |  |
|  | Paesi Bassi      | Paesi Bassi      |                  |                |         |            |            |            |  |  |        |        |        |  |
|  | Svezia           | Svezia           | 4                |                |         |            |            |            |  |  |        |        |        |  |
|  | Svezia           | Svezia           | 4                |                | Belgio  | Belgio     | 2          |            |  |  |        |        |        |  |
|  |                  |                  |                  |                |         |            |            |            |  |  |        |        |        |  |
|  |                  |                  | Cecoslovacchia   | Cecoslovacchia | 0       |            |            |            |  |  |        |        |        |  |
|  | Francia          | Francia          | Cecoslovacchia   | Cecoslovacchia | 0       | 3          |            |            |  |  |        |        |        |  |
|  | Francia          | Francia          |                  |                |         |            |            |            |  |  |        |        |        |  |
|  | Italia           | Italia           | 1                |                |         |            |            |            |  |  |        |        |        |  |
|  | Italia           | Italia           | 1                |                | Francia | Francia    | 1          |            |  |  |        |        |        |  |
|  |                  |                  |                  |                | Francia | Francia    | 1          |            |  |  |        |        |        |  |
|  |                  |                  | Cecoslovacchia   | Cecoslovacchia | 4       |            |            |            |  |  |        |        |        |  |
|  | Cecoslovacchia   | Cecoslovacchia   | Cecoslovacchia   | Cecoslovacchia | 4       | 4          |            |            |  |  |        |        |        |  |
|  | Cecoslovacchia   | Cecoslovacchia   |                  |                |         |            |            |            |  |  |        |        |        |  |
|  | Norvegia         | Norvegia         | 0                |                |         |            |            |            |  |  |        |        |        |  |

#### Quarti di finale
| Arbitro: | Fanta |

|                                                              |           |                                       |
| Groosjohan 10’, 57’ J. Bulder 44’, 88’ (rig.) de Natris 115’ | Marcatori | 16’, 32’ Karlsson 20’ Olsson 72’ Dahl |

| Arbitro: | Barette |

|                              |           |  |
| Vaník 8’ Janda 17’, 66’, 77’ | Marcatori |  |

| Arbitro: | Christophe |

|                                |           |                   |
| Boyer 10’ Nicolas 14’ Bard 54’ | Marcatori | 33’ (rig.) Brezzi |

| Arbitro: | Mutters |

|                      |           |                   |
| Coppée 11’, 52’, 55’ | Marcatori | 62’ (rig.) Arrate |

#### Semifinali
| Arbitro: | Mutters |

|           |           |                                 |
| Boyer 79’ | Marcatori | 18’, 75’, 87’ Mazal 70’ Steiner |

| Arbitro: | Lewis |

|                                     |           |  |
| Larnoe 46’ Van Hege 55’ Bragard 75’ | Marcatori |  |

#### Finale
| Arbitro: | Lewis |

|                                                                                         |            | |
| Coppée 6’ (rig.) Larnoe 30’                                                             | Marcatori  | |
| De Bie Swartenbroeks Verbeeck Musch Hanse Fierens Van Hege Coppée Bragard Larnoe Bastin | Formazioni | · Klapka · Hojer · Steiner 39’ · Kolenatý · Pešek · Seifert · Sedláček · Janda · Pilát · Vaník · Mazal |
| Maxwell                                                                                 | Allenatori | Madden                                                                                                 |

### Torneo di consolazione

#### Turno di qualificazione
| Arbitro: | Fourgous |

|                      |           |              |
| Sardi 46’ Badini 96’ | Marcatori | 41’ Andersen |

| Arbitro: | Mauro |

|                              |           |          |
| Belauste 51’ Gómez-Acedo 53’ | Marcatori | 28’ Dahl |

#### Finale per l'8º posto
| Arbitro: | Van Praag |

|                 |           |                      |
| Ružić Dubravčić | Marcatori | Abaza Hegazi Allouba |

#### Semifinali
| Arbitro: | Putz |

|  |           |                   |
|  | Marcatori | 43’, 72’ Sesúmaga |

| Anversa 2 settembre 1920 | Paesi Bassi | – rit. | Francia | Stadio Olimpico |

#### Finale per il 2º posto
| Arbitro: | Putz |

|                |           |                               |
| Groosjohan 68’ | Marcatori | 7’, 35’ Sesúmaga 72’ Pichichi |

## Podio
| 2º posto Spagna | Campione olimpico di calcio maschile Belgio 1º titolo | 3º posto Paesi Bassi |

| Pos | Squadra     | Formazione |
| --- | ----------- | --- |
|     | Belgio      | BelgioP De Bie, P Vandermeiren, D De Groof, D Swartenbroeks, D Verbeeck, C Bastin, C Cnudde, C Fierens, C Hanse, C Musch, C Pelsmaeker, A Balyu, A Bragard, A Coppée, A Dogaer, A Hebdin, A Larnoe, A Michel, A Nisot, A Thys, A Van Hege, A Wertz, CT: Maxwell                                             |
|     | Spagna      | SpagnaP Eizaguirre, P Zamora, D Arrate, D Carrasco, D Otero, D Vallana, C Artola, C Belauste, C Eguiazábal, C Sabino, C Samitier, C Sancho, A Acedo, A Moncho Gil, A Pagaza, A Patricio, A Pichichi, A Sesúmaga, A Silverio, A Vázquez, CT: Bru                                                             |
|     | Paesi Bassi | Paesi BassiP MacNeill, P Tempel, D Dénis, D van der Kluft, D Verweij, C Boerdam, C Bosschart, C de Vries, C Kuipers, C Legger, C Steeman, C van Linge, A Bieshaar, A E. Bulder, A J. Bulder, A de Natris, A Groosjohan, A Peereboom, A van Beurden, A van Dort, A van Rappard, A von Heijden, CT: Warburton |

## Classifica marcatori
7 reti
- Karlsson

6 reti
- Janda

5 reti
- Groosjohan

4 reti
- Coppée (1 rigore)
- Vaník
- Sesúmaga

3 reti
- Mazal
- Bulder J. (1 rigore)
- Dahl
- Olsson

2 reti
- Larnoe
- Abaza
- Boyer
- Brezzi (1 rigore)
- Gundersen

1 rete
- Bragard
- Van Hege
- J. Sedláček
- Steiner
- Allouba
- Hegazi
- Osman
- Bard
- Nicolas
- Badini
- Baloncieri
- Sardi
- Dubravčić
- Ružić
- Andersen
- Wilhelms

- de Natris
- Nicholas
- Arabolaza
- Arrate (1 rigore)
- Belauste
- Gómez-Acedo
- Pichichi
- Wicksell